# 梅爾京代亞爾鄉

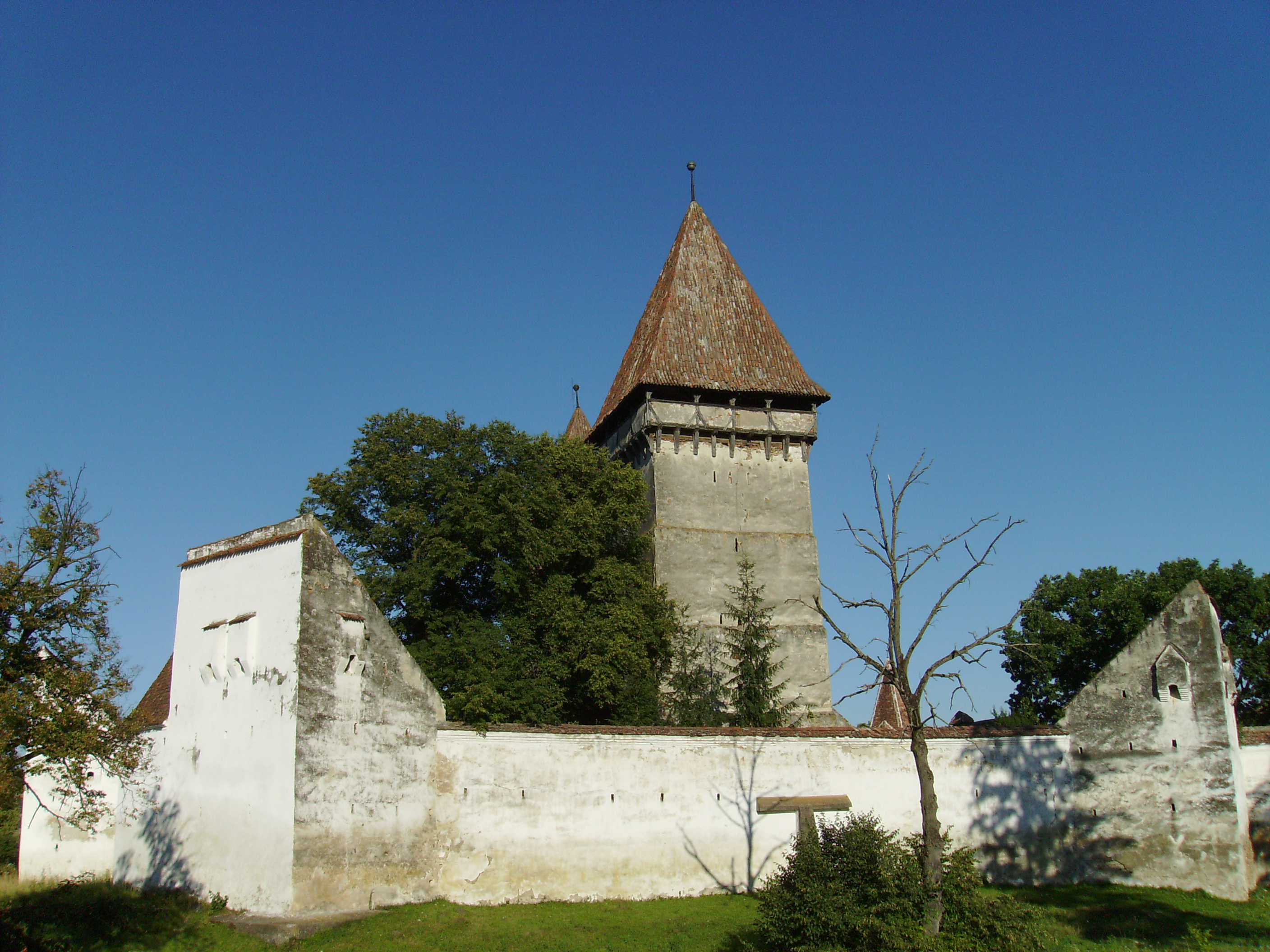

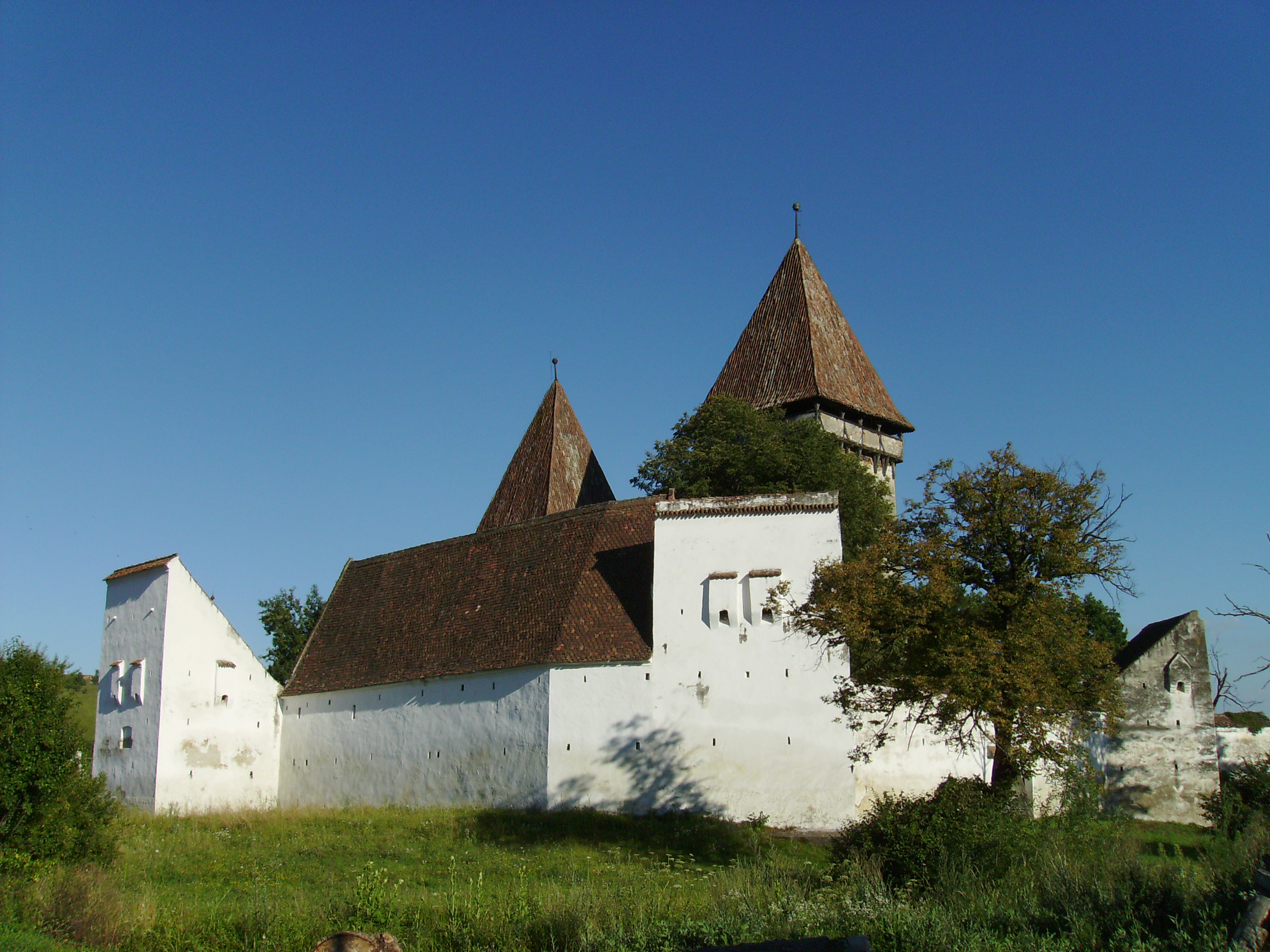

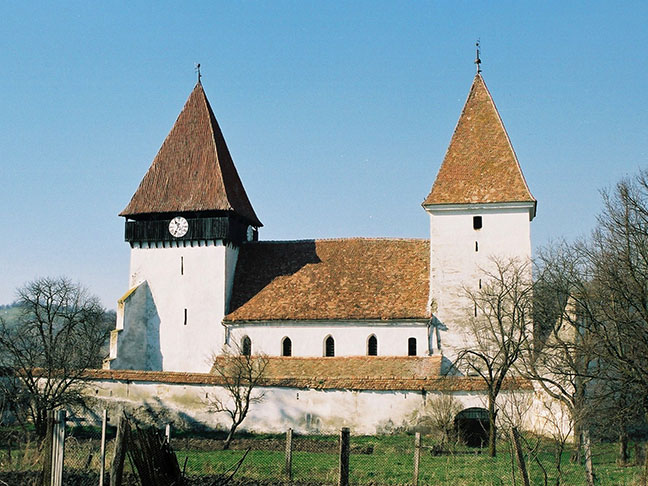

45°58′N 24°44′E / 45.967°N 24.733°E
梅爾京代亞爾鄉（羅馬尼亞語：Comuna Merghindeal, Sibiu），是羅馬尼亞的鄉份，位於該國中部，由錫比烏縣負責管轄，面積65平方公里，海拔高度504米，2007年人口1,277，人口密度每平方公里20人。